# Велика Курманаївська печера
Велика Курманаївська (рос. Большая Курманаевская) — печера в Башкортостані, Росія. Печера горизонтального типу простягання. Загальна протяжність — 850 м. Глибина печери становить 6 м. Категорія складності проходження ходів печери — 1. Печера відноситься до Сергінського району Уфімського амфітеатру Середньої області Західноуральської спелеологічної провінції.